# Amt Remels
Das Amt Remels war ein historisches Verwaltungsgebiet des Königreichs Hannover.

## Geschichte
Das Amt wurde 1852 durch Ausgliederung der Amtsvogtei Remels aus dem Amt Stickhausen gebildet. Ab 1857 wurde es vom Amts Stickhausen mitverwaltet und im Zuge der Verwaltungsreform von 1859 wieder in dieses eingegliedert.

## Amtmänner
- 1852–1853: Georg Eberhard Schnedermann, Amtmann
- 1853–1854: Ernst Ziegler, Amtmann
- 1854: Ludwig Carl Gerdes, Amtmann in Stickhausen (vertretungsweise)
- 1854: Heinrich Ferdinand Marheinke, Amtsassessor (auftragsweise)